# Chanel (tessuto)

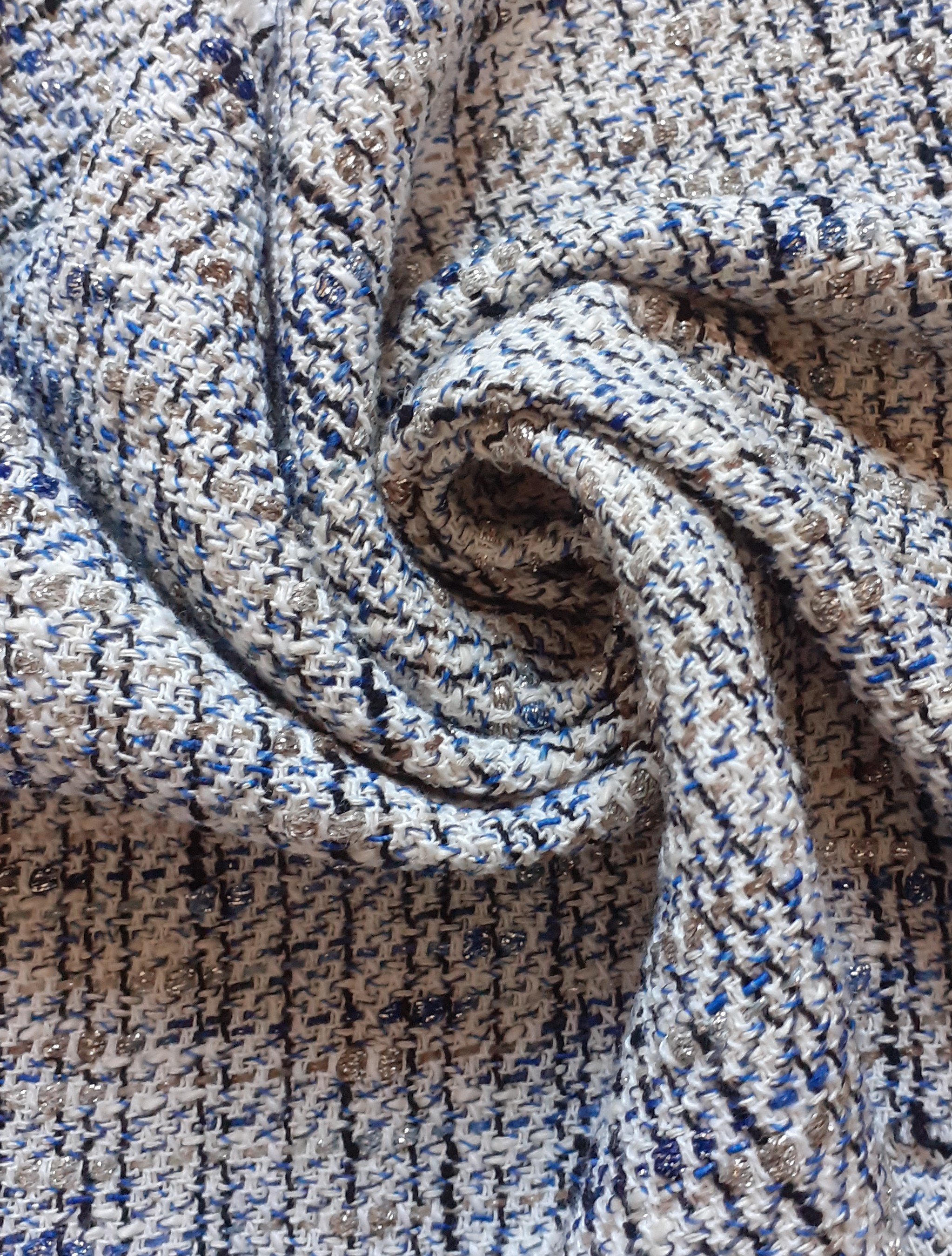
Tessuto chanel

Il tessuto chanel prende il nome dall'omonima stilista, affermatasi nel XX secolo grazie alla sua estetica innovativa e all'avanguardia, la cui conseguenza fu la creazione della sua prima casa di moda. Il tessuto chanel rivisita il classico tweed inglese, attraverso filati fantasia di diversa grossezza e con diversi effetti e colori, anche con insolite tonalità pastello, in trama ed in ordito. 

## Storia
La stilista attua un'innovazione di una stoffa esistente, il tweed, tessuto inglese derivante dalla lana Shetland grezza caratterizzata da robustezza, pesantezza e resistenza termica.
Il tessuto chanel è caratterizzato da una superficie irregolare e tridimensionale formata da filati ritorti, ovvero formati da due o più fili di cui uno molto ritorto costituisce lo scheletro su cui gli altri si attorcigliano generando riccioli, frisé o bouclè. Inoltre la stilista è la prima che utilizza anche fibre diverse dalla lana per ottenere tessuti estivi e più leggeri rispetto ai classici tweed inglesi.
Grazie a questo filato intrecciato di colore e dimensione diversa, la designer è riuscita a dare vita ad un nuovo tailleur formale, raffinato e lineare composto da gonne al ginocchio e cardigan strutturati con bottoni gioiello o dorati. Un suo tailleur in lana rosa era indossato da Jacqueline Kennedy il giorno dell'assassinio del presidente John Fitzgerald Kennedy a Dallas.
Lo stilista Karl Lagerfeld, subentrato alla direzione della maison nel 1983, ha creato molteplici versione modificate del tessuto con materiali innovativi e all'avanguardia, senza rinunciare allo stile sobrio e classico che contraddistingue il brand.
Durante l'autunno-inverno 2022/23 la trama chanel è diventata una tendenza dell'alta moda con l'utilizzo innovativo di lana riciclata e mixata al disegno Principe di Galles.